# Сонин, Виктор Владимирович
Ви́ктор Влади́мирович Со́нин (26 июля 1934, с. Крутогоровск, Большерецкий район, Камчатская область, РСФСР — 12 октября 2016, Владивосток, Россия) — советский и российский историк и юрист, доктор исторических наук, профессор права Дальневосточного федерального университета.

## Биография
В 1959 году окончил историко-филологический факультет Томского университета, по окончании начал работать в ДВГУ и прошёл путь от ассистента до профессора кафедры теории и истории государства и права.
В 1968 году защитил кандидатскую диссертацию, тема: «Народный контроль и рабоче-крестьянская инспекция на Дальнем Востоке (1920—1923 годы)».
В 1990 году защитил докторскую диссертацию в институте истории, археологии и этнографии народов Дальнего Востока ДВО РАН, тема: «Становление Дальневосточной республики (1920—1922 годы)».
В 2010 году окончил Дальневосточный государственный технический университет по специальности «Юриспруденция».
Автор более 250 научных работ, в том числе шести монографий по истории государства и права зарубежных стран и России, истории политических и правовых учений, римскому праву, его труды хранятся в крупнейших библиотеках мира, в том числе, в библиотеке Конгресса США.
Читал курсы «История государства и права зарубежных стран», «Римское право», «История политических и правовых учений», «Латынь», спецкурсы «Государственно-правовое строительство на Дальнем Востоке России» и «Правовая политика в странах Азиатско-Тихоокеанского региона».
Включен в книгу «2000 выдающихся деятелей XX века» международного биографического центра Кембриджа (Великобритания).

## Общественная деятельность
- Действительный член (академик) Академии политической науки, Международной академии экологии и безопасности жизнедеятельности (МАНЭБ), Приморского отделения Петровской Академии наук и искусств
- Член-корреспондент Международной Академии наук высшей школы Российской Федерации

Участвовал во многих международных и всероссийских конгрессах, конференциях и симпозиумах.
Являлся заместителем председателя Совета по защите докторских и кандидатских диссертаций по политическим наукам при Владивостокском институте международных отношений ДВГУ.

## Основные научные труды
- «Приамурское буржуазное государственное образование („черный буфер“) и крах политики и практики контрреволюции в Приморье». Монография. Владивосток. Изд-во ДВГУ, 1974.
- «Государство и право Дальневосточной республики (1920—1922 гг.)». Монография. Владивосток. Изд-во ДВГУ, 1982.
- «Великий октябрь и становление советской государственности на Дальнем Востоке (1917—1922 гг.)». Монография. Владивосток. Изд-во ДВГУ, 1987.
- «Крах белоэмиграции в Китае». Монография. Владивосток. Изд-во ДВГУ, 1987.
- «Становление Дальневосточной республики (1920—1922 гг.)». Монография. Владивосток. Изд-во ДВГУ, 1990.
- «История государства и права зарубежных стран». Учебник, ч. I—II. Владивосток. Изд-во ДВГУ, 2000.
- «Хрестоматия по истории государства и права зарубежных стран (новое и новейшее время)». Владивосток, 2000.
- «Всеобщая история права». Учебное пособие, ч. I—II. Владивосток, 2000.
- «Римское частное право». Учебно-практическое пособие. Владивосток, 2002.
- «История политических и правовых учений». Учебно-практическое пособие. Владивосток, 2002.
- «Всеобщая история права». Владивосток, 2006.
- «Римское частное право». Владивосток, 2007.

## Награды и звания
- Почётный работник высшего профессионального образования Российской Федерации
- Серебряная медаль и почетный диплом Кембриджа